# Associazione Calcio Lecco 1950-1951
Questa voce raccoglie le informazioni riguardanti l'Associazione Calcio Lecco nelle competizioni ufficiali della stagione 1950-1951.

## Stagione
Nella stagione 1950-1951 il Lecco disputa il girone A del campionato di Serie C, un torneo di 20 squadre che prevede una sola promozione in Serie B e cinque retrocessioni tra i dilettanti della Promozione. Con 44 punti il Lecco si è piazzato in quinta posizione di classifica, il torneo ha promosso in Serie B il Monza che lo ha vinto con 56 punti, sono retrocesse in Promozione Interregionale Magenta, Omegna, Sestrese, Luino e Mortara.
Dopo la promozione in Serie C con il Lecco ai nastri di partenza del girone A della Serie C, in casa bluceleste c'è la riconferma da parte del presidente Mario Ceppi del tecnico sudamericano Hugo Lamanna. Ceduto il goleador della stagione scorsa Guido Capello, viene sostituito dal giovane milanista Marcello Vecchio che in stagione realizzerà 14 reti, arrivano i centrocampisti Angelo Gandini e Giovanni Battista Fracassetti e l'ala Pier Luigi Bosisio. L'obiettivo primario è la salvezza, ma già dopo l'esordio vittorioso (2-4) di Sanremo, si capisce che la squadra ha i mezzi per disputare un campionato ben diverso. Giocando libera da condizionamenti mentali la squadra bluceleste esprime il suo potenziale che le permetterà di agguantare il quinto posto finale. Vince il campionato il Monza, che dopo aver espugnato all'andata "i Cantarelli" viene costretto al pareggio in Brianza. Lo Stadio "Ai Cantarelli" che il 2 giugno 1949 è stato intitolato a Mario Rigamonti, dopo la riconquista della Serie C viene ampliato con la costruzione delle tribune laterali in tubi Innocenti, che ampliano la capienza dell'impianto lecchese a cinquemila posti.

## Rosa
| N. |                   | Ruolo | Calciatore                    |
| -- | ----------------- | ----- | ----------------------------- |
|    | Italia (bandiera) | A     | Armando Bicicli               |
|    | Italia (bandiera) | A     | Pier Luigi Bosisio            |
|    | Italia (bandiera) | A     | Vincenzo Colleoni             |
|    | Italia (bandiera) | A     | C. Cornia                     |
|    | Italia (bandiera) | A     | Umberto Corradi               |
|    | Italia (bandiera) | D     | Piero Fioroni                 |
|    | Italia (bandiera) | A     | Giovanni Battista Fracassetti |
|    | Italia (bandiera) | C     | Angelo Gandini                |
|    | Italia (bandiera) | D     | A. Ghedini                    |
|    | Italia (bandiera) | D     | Egidio Lorenzi                |

| N. |                   | Ruolo | Calciatore          |
| -- | ----------------- | ----- | ------------------- |
|    | Italia (bandiera) | C     | Giovanni Martorelli |
|    | Italia (bandiera) | C     | Luigi Origgi        |
|    | Italia (bandiera) | D     | Ubaldo Passalacqua  |
|    | Italia (bandiera) | A     | Idelfonso Radaelli  |
|    | Italia (bandiera) | C     | Pietro Radaelli     |
|    | Italia (bandiera) | A     | Carlo Redaelli      |
|    | Italia (bandiera) | P     | Vincenzo Rigamonti  |
|    | Italia (bandiera) | P     | E. Stanzini         |
|    | Italia (bandiera) | C     | Stellini            |
|    | Italia (bandiera) | A     | Marcello Vecchio    |

## Risultati

### Girone di andata
| Arbitro: | Pignataro (Torino) |

|                 |           |                                                   |
| Celani 15’, 17’ | Marcatori | 8’ Cornia 19’ Vecchio 70’ Gandini 78’ Fracassetti |

| Arbitro: | Vilella (Trieste) |

|           |           |             |
| Cornia 6’ | Marcatori | 65’ Marazzi |

| Rapallo 8 ottobre 1950 3ª giornata | Rapallo Ruentes | 0 – 0 | Lecco | Stadio Umberto Macera\| Arbitro: \| Puleo (Torino) \| |
| Arbitro:                           | Puleo (Torino)  |       |       |                                                       |

| Arbitro: | Molon (Verona) |

|             |           |                                   |
| Corradi 19’ | Marcatori | 30’ Soldani 82’ (rig.) Martinengo |

| Arbitro: | Perego |

|  |           |              |
|  | Marcatori | 54’ Gottardo |

| Arbitro: | Rivellini (Genova) |

|  |           |                  |
|  | Marcatori | 55’, 66’ Vecchio |

| Arbitro: | Brassi (Pavia) |

|            |           |  |
| Bosisio 9’ | Marcatori |  |

| Arbitro: | Cheli (La Spezia) |

|                                   |           |                         |
| Operto 9’ Gambino 34’ Cuzzoni 78’ | Marcatori | 4’ Vecchio 46’ Redaelli |

| Arbitro: | Grassetto (Padova) |

|  |           |              |
|  | Marcatori | 25’ Sacchini |

| Arbitro: | Pignataro (Torino) |

|                |           |                        |
| Paracchini 24’ | Marcatori | 7’ Vecchio 29’ Gandini |

| Arbitro: | Costantini (Venezia) |

|            |           |             |
| Vecchio 3’ | Marcatori | 65’ Brustia |

| Fossano 10 dicembre 1950 12ª giornata | Fossanese          | 0 – 0 | Lecco | Campo Comunale\| Arbitro: \| Del Papa (Carrara) \| |
| Arbitro:                              | Del Papa (Carrara) |       |       |                                                    |

| Arbitro: | Garzelli (Livorno) |

|                                |           |                         |
| Bacciarello 2’ Ventimiglia 21’ | Marcatori | 57’ Bosisio 84’ Vecchio |

| Arbitro: | Cortesi (Ravenna) |

|             |           |  |
| Vecchio 13’ | Marcatori |  |

| Arbitro: | Gambarotta (Genova) |

|                                           |           |  |
| Gerzelli 3’ Pallavicini 18’ Trombello 57’ | Marcatori |  |

| Arbitro: | Michielettto (Mestre) |

|           |           |  |
| Brena 33’ | Marcatori |  |

| Arbitro: | Manservigi (Mestre) |

|                    |           |             |
| Corradi 65’ (rig.) | Marcatori | 30’ Aloisio |

| Arbitro: | Rivellini (Genova) |

|                     |           |                  |
| Biraghi 60’ Vay 75’ | Marcatori | 12’, 14’ Vecchio |

| Arbitro: | Franzoi (Venezia) |

|                                             |           |  |
| Corradi 21’ (rig.) Colleoni 25’ Vecchio 60’ | Marcatori |  |

### Girone di ritorno
| Lecco 4 febbraio 1951 20ª giornata | Lecco              | 0 – 0 | Sanremese | Stadio Mario Rigamonti\| Arbitro: \| Parpaiola (Padova) \| |
| Arbitro:                           | Parpaiola (Padova) |       |           |                                                            |

| Arbitro: | Benedetti (Piombino) |

|                         |           |                       |
| Broggini 22’ Girola 53’ | Marcatori | 56’ (aut.) Messenzani |

| Arbitro: | Marchioli (Udine) |

|                     |           |  |
| Zambarda 80’ (aut.) | Marcatori |  |

| Arbitro: | Nottolini (Ferrara) |

|                                  |           |                                    |
| Chiesa 21’ Colombetti 50’ (rig.) | Marcatori | 34’ (rig.) Corradi 80’ Fracassetti |

| Arbitro: | Ferrari Aggradi (Firenze) |

|            |           |  |
| Serone 66’ | Marcatori |  |

| Arbitro: | Michieletto (Mestre) |

|                               |           |  |
| A. Bicicli 2’, 24’ Corradi 5’ | Marcatori |  |

| Arbitro: | Pignataro (Torino) |

|                        |           |  |
| Facchin 35’ Oldani 36’ | Marcatori |  |

| Arbitro: | Ferrari (Mantova) |

|                                           |           |             |
| Cornia 9’ Corradi 15’, 45’ A. Bicicli 37’ | Marcatori | 24’ Savioni |

| Magenta 1º aprile 1951 28ª giornata | Magenta              | 0 – 0 | Lecco | Campo Comunale\| Arbitro: \| Crivelli (Viareggio) \| |
| Arbitro:                            | Crivelli (Viareggio) |       |       |                                                      |

| Arbitro: | Nottolini (Ferrara) |

|                                 |           |             |
| A. Bicicli 34’ Vecchio 50’, 71’ | Marcatori | 31’ Caretti |

| Omegna 15 aprile 1951 30ª giornata | Omegna            | 0 – 0 | Lecco | Stadio della Liberazione\| Arbitro: \| Franzoi (Venezia) \| |
| Arbitro:                           | Franzoi (Venezia) |       |       |                                                             |

| Arbitro: | Mazzoni (Parma) |

|                               |           |            |
| Fracassetti 9’ A. Bicicli 40’ | Marcatori | 51’ Streri |

| Arbitro: | Moradei (Trieste) |

|                          |           |                        |
| A. Bicicli 6’ (rig.) 68’ | Marcatori | 16’ (rig.) Bacciarello |

| Arbitro: | Mancinelli (Livorno) |

|            |           |  |
| Arezzi 75’ | Marcatori |  |

| Arbitro: | Righi (Milano) |

|                            |           |               |
| A. Bicicli 23’ Corradi 78’ | Marcatori | 14’ Donatelli |

| Arbitro: | Banda (Treviso) |

|                                         |           |           |
| Corradi 40’ Martorelli 60’ Stellini 79’ | Marcatori | 28’ Brena |

| Arbitro: | Mori (Cremona) |

|               |           |                 |
| Pellicari 24’ | Marcatori | 59’ Fracassetti |

| Arbitro: | Bianchi (Modena) |

|                             |           |                     |
| A. Bicicli 23’ Stellini 31’ | Marcatori | 21’ Collimedaglia I |

| Arbitro: | Maugeri (Treviso) |

|             |           |                           |
| Lazzari 21’ | Marcatori | 7’ A. Bicicli 56’ Vecchio |